# Francesc Berenguer i Mestres
Francesc d'Assís Berenguer i Mestres (Reus, 21 juillet 1866- Barcelone, 8 février 1914) fut un architecte moderniste catalan. Il exerça comme architecte sans en avoir le titre grâce à une amitié liée avec Antoni Gaudí en 1887 et qui dura jusqu'à sa mort. L'absence de titre fit que ses projets furent signés par un autre architecte – Gaudi en l’occurrence – notamment pour la Casa Museu Gaudí au parc Güell ce qui provoqua des difficultés et des polémiques lors de l'étude de son œuvre. 

## Biographie
Francesc Berenguer i Mestres naquit le 21 juillet 1866 à Reus. Ses parents étaient instituteurs à Reus et avaient eu comme élève Antoni Gaudí, avec qui Francesc eut une relation professionnelle et une relation d'amitié étroite,
Quand Francesc Berenguer i Mestres passa son baccalauréat à l'âge de quinze ans, toute la famille déménagea à Barcelone pour qu'il puisse commencer des études d'architecture, selon le souhait de son père
Pour survivre dans la capitale catalane, la famille donna des cours particuliers à des élèves envoyés par Gaudí.
Il se maria à 20 ans avec Adelaida Bellvehí et eurent sept enfants : Francisco de Assise, Adelaida, Jose, Maria, Carmen, Luis et Conception. Cependant son travail l'empêcha de jouir pleinement de sa famille. Son fils aîné Francesc Berenguer i Bellvehí,  suivit les pas de son père et ils collaborèrent à la construction de la Colonie Güell.

### Études
Il commença ses études d'architecte en 1881 et les abandonna en 1888. De ses résultats académiques, on note une facilité pour l'expression graphique et des difficultés avec les éléments plus techniques. Durant les deux premières années d'études il ne valida que la discipline de dessin industriel.
Ses aptitudes artistiques le poussèrent à étudier diverses disciplines à l'école des beaux-arts qu'il valida avec aisance. Ses difficultés dans ses études d'architecte et son mariage précoce semblent avoir précipité l'abandon de ses études

### Mort
Il souffrit durant les dernières années de sa vie de problèmes respiratoires. Le 8 février 1914 à 48 ans, Berenguer subit une attaque d'urémie qui le tua le lendemain. Gaudi confessa après sa mort, qu'il « avait perdu sa main droite » selon Ràfols, Gaudí embrassa le cadavre de son ami.

## Carrière professionnelle
Il travailla sur divers chantiers architecturaux. Ce fut tout d'abord pour August Font i Carreras, ancien professeur de l'École d'architecte, puis avec Miquel Pascual i Tintorer, architecte municipal de Gràcia et avec Josep Graner i Prat, son maître d’œuvre. 
August Font ne le chargea que de tâches de base. Avec Miquel Pascual, il réalisa de nombreux projets, certains en collaboration avec l'architecte, comme l'église majeure de Santa Coloma de Gramenet; d'autre furent délégués directement par Pascual Tintorer comme l'autel de Sant Josep de Calasanz au monastère de Montserrat, le marché de la Liberté de Gràcia, la façade de la mairie de Gracia, le panthéon de la famille Regordosa au cimetière Sud-ouest et le sanctuaire  Sant Josep de la Muntanya. Plusieurs ouvrages signés par Pascual Tintorer furent exclusivement réalisés par Berenguer comme la casa Burés, ou la maison – aujourd'hui détruite – du 50 - 52 rue Principale de Gracia, à Barcelone
En 1892 Berenguer gagna l'appel d'offre de la mairie de Gràcia en tant qu'aide-architecte alors que l'architecte municipal était Pascual Tintorer. 

### Relation avec Gaudí
Devant ses difficultés pour obtenir son titre d'architecte, son ami Antoni Gaudí lui permit de travailler dans son atelier et lui garantit des revenus réguliers
Berenguer travailla à l'atelier de Gaudi de 1887 jusqu'à sa mort. Cette participation lui apporta des connaissances pratiques qui paraient au manque de formation théorique.
Au-delà de cette collaboration professionnelle, les deux hommes maintinrent une relation amicale qui se fit plus étroite à partir de 1911 lorsque Gaudi à l'issue d'une grave maladie, mangea pratiquement toujours avec la famille Berenguer.
Berenguer devint l'homme de confiance à l'atelier de Gaudi, chargé des tâches administratives, du contrôle des projets de la Sagrada Familia et de la Colonie Güell, en plus d'intervenir dans les travaux du maître par ses dessins et études. 
Berenguer travaillait à mi-temps pour pouvoir collaborer avec d'autres bureaux d'architectes.

### Réalisations et polémiques

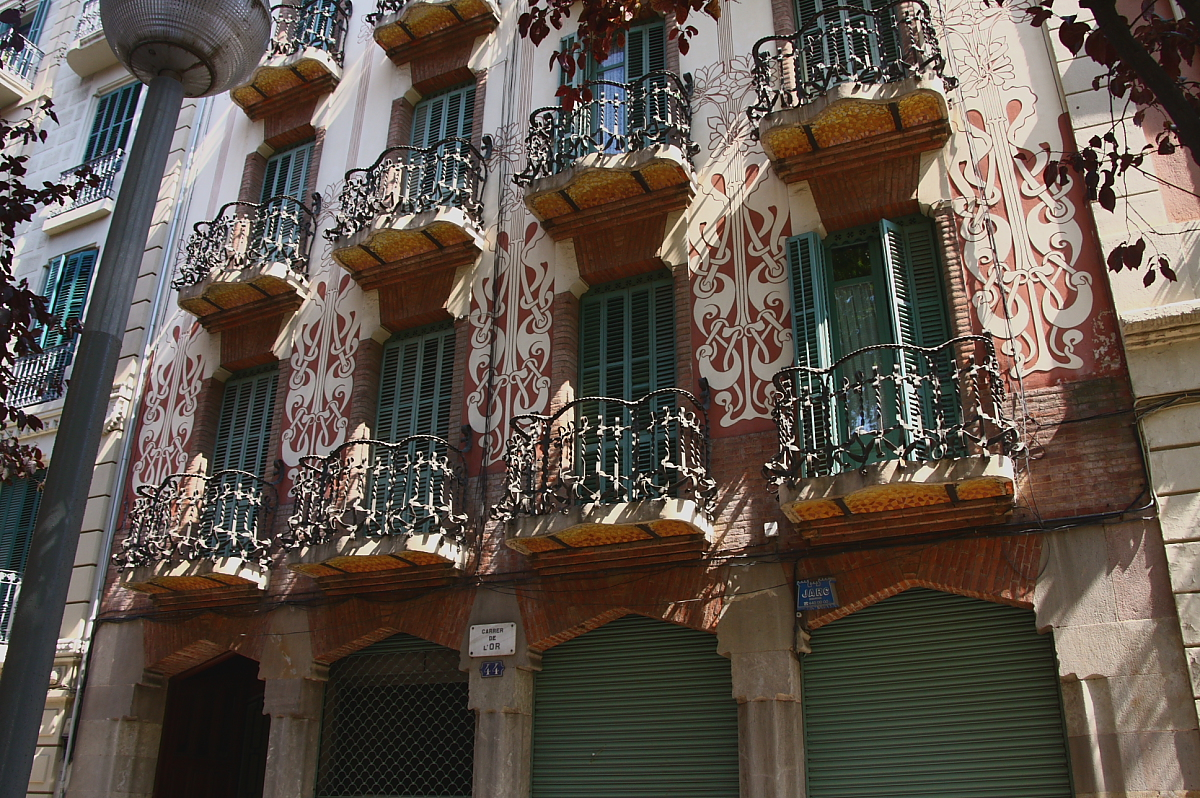
Le Casa Joan Baptista Rubinat, à Barcelone, œuvre moderniste de Francesc Berenguer i Mestres.

L'étroite collaboration de Berenguer avec Gaudi donna lieu à diverses polémiques sur sa participation aux œuvres du maître ; par exemple pour le Palau Güell pour lequel Berenguer dessina plus de vingt propositions alternatives à la façade
La tour "la Miranda" à Llinars del Vallès réalisée par Damià Mateu i Bisa est un autre exemple ; si d'un côté Gaudi visita ce chantier, Mateu demanda dans une lettre l'avis de Berenguer.
Un des cas les plus polémiques fut pour la maison de l'intendant la chapelle et le cellier Güell. Ce fut une commande d'Eusebi Güell où les avis sont partagés : Roisin, Celso Gomis i Amós Salvador la considèrent de Gaudí. D'autres comme Ràfols, Cirici Pellicer, Bohigas, David Mackay, Martinell, Infiesta, Camps, et Quintana attribuent l’œuvre à Berenguer ; enfin Bassegoda, et Carlos Flores défendent une collaboration des deux hommes.
Le problème de l'attribution des projets est présent dans toute l'œuvre de Berenguer. Son étroite collaboration avec Gaudi rend difficile l'établissement d'une ligne de démarcation nette entre les deux architectes. Selon Bohigas, certains des détails les plus emblématiques de l'œuvre de Gaudi furent dessinés par ses collaborateurs, notamment Berenguer
Cependant, l'impossibilité pour Berenguer de signer ses projets fait que ses œuvres apparaissent signées par les architectes avec qui il collaborait.